# Fortis Championships Luxembourg 2004
Il Fortis Championships Luxembourg 2004 è stato un torneo di tennis giocato sul cemento indoor. È stata la 14ª edizione del torneo, che fa parte della categoria Tier III nell'ambito del WTA Tour 2004. Il torneo si è giocato a Lussemburgo dal 25 al 31 ottobre 2004.

## Campionesse

### Singolare
Alicia Molik ha battuto in finale  Dinara Safina con il punteggio di 6–3, 6–4

### Doppio
Virginia Ruano Pascual /  Paola Suárez hanno battuto in finale  Jill Craybas /  Marlene Weingärtner con il punteggio di 6–1, 6–7, 6–3